# Seleção Guernesiana de Futebol
A Seleção Guernesiana de Futebol representa a ilha de Guernsey, uma dependência da Coroa Britânica localizada entre o sudoeste da Inglaterra e o noroeste da França, no Canal da Mancha. Não filiada à FIFA e à UEFA, não pode disputar eliminatórias de Copa do Mundo ou Eurocopa, participando apenas dos Jogos das Ilhas, competição que venceu por duas vezes (2001 e 2003).
A entidade organizadora do futebol na ilha é a Associação de Futebol de Guernsey, fundada em 1892. Sua estreia veio sete anos após a fundação da Associação, em 1905, contra Alderney. Guernsey venceu por 6 a 0. Contra a mesma seleção, conquistou sua maior vitória: 12 a 0, em 1978.
A maior derrota de Guernsey ocorreu frente a outra seleção de dependência do Reino Unido: Jersey, que assim como Guernsey faz parte do arquipélago das Ilhas do Canal, derrotou a seleção das cores verde e branca por 7 a 0, em 1946. Jersey e Alderney são os adversários mais frequentes de Guernsey, com 108 e 52 partidas respectivamente.
Matthew Le Tissier, ídolo do Southampton nos anos 90, é o atleta mais famoso de Guernsey a ter vestido a camisa da seleção, mesmo sendo elegível para defender a seleção inglesa.

## Desempenho
| Adversário          | J   | V  | E  | D  | GM  | GS  | SG   | Apr.  |
| ------------------- | --- | -- | -- | -- | --- | --- | ---- | ----- |
| Alderney            | 54  | 53 | 0  | 1  | 251 | 22  | +229 | 98,5% |
| Anglesey            | 7   | 4  | 2  | 1  | 15  | 6   | +9   | 66,7  |
| Cornualha           | 3   | 1  | 1  | 1  | 4   | 8   | -4   | 44,4% |
| Frøya               | 3   | 3  | 0  | 0  | 15  | 2   | +13  | 100%  |
| Gibraltar           | 3   | 2  | 1  | 0  | 6   | 1   | +5   | 77,8% |
| Gotland             | 1   | 1  | 0  | 0  | 3   | 0   | +3   | 100%  |
| Groenlândia         | 2   | 1  | 1  | 0  | 6   | 0   | +6   | 66,7  |
| Hébridas Exteriores | 1   | 1  | 0  | 0  | 2   | 1   | +1   | 100%  |
| Ilhas Åland         | 2   | 0  | 1  | 1  | 2   | 4   | -2   | 16,7% |
| Ilhas Malvinas      | 1   | 1  | 0  | 0  | 3   | 0   | +3   | 100%  |
| Ilha de Man         | 4   | 4  | 0  | 0  | 14  | 3   | +11  | 100%  |
| Ilha de Wight       | 5   | 2  | 2  | 1  | 9   | 8   | +1   | 53,5% |
| Jersey              | 110 | 46 | 12 | 54 | 189 | 212 | -23  | 45,5% |
| Minorca             | 1   | 1  | 0  | 0  | 2   | 1   | +1   | 100%  |
| Orkney              | 2   | 2  | 0  | 0  | 13  | 0   | +13  | 100%  |
| Rodes               | 2   | 1  | 1  | 0  | 2   | 1   | +1   | 66,7% |
| Shetland            | 3   | 1  | 0  | 2  | 7   | 9   | -2   | 33,3% |